# 橋口明希
橋口明希（HASHIGUCHI Mitsuki，1994年2月14日—），日本女子水球運動員，亦為日本國家女子水球隊成員。兵庫縣出生，現就讀於東京女子体育大学。

## 簡歷
2014年9月，橋口明希代表日本出戰韓國仁川舉行的亞運會水球比賽項目，協助球隊贏得銀牌。